# شیهان
شیهان (به ژاپنی: 師範) عبارتی ژاپنی است که معمولاً در هنرهای رزمی ژاپنی به صورت عنوانی افتخاری به افراد چیره‌دست و آموزش‌دهندگان دارای جایگاه بلند داده می‌شود. در انگلیسی گاهی برای جایگزینی این کلمه از Master Instructor استفاده می‌شود.
در هنرهای رزمی گوناگون درجات مختلفی برای رسیدن به این عنوان لازم است اما در حالت کلی عنوان بالایی است که تنها پس از سال‌های فراوان تلاش و به دان پنج و بالاتر داده می‌شود. صاحب این عنوان معمولاً اختیاراتی نیز دارد که از جمله آن به اختیار دادن دان کمربند مشکی از سوی سازمان اشاره کرد؛ اگرچه این عنوان با سامانه رتبه‌دهی کمربند مشکی فرق دارد.
به‌کارگیری این عنوان و نیز چگونگی رسیدن به آن کاملاً به سبک یا سازمان ربط دارد؛ مثلاً در بوجینکان هنگامی به شخصی شیهان گفته می‌شود که یک شیهان دیگر او را شیهان خطاب کند. و در برخی دیگر از سازمان‌ها تنها به شخصی شیهان گفته می‌شود که مدارج خاصی را طی کرده‌باشد. در برخی دیگر از سازمان‌ها همچون شودوکان آیکیدو، این عنوان بیشتر از اینکه به تجربه یا درجه شخص ربط داشته باشد به جایگاه شخص در سازمان وابسته است. در کاراته دای دوجوکو به دلیل ترکیب سه رشته بوکس، کاراته، جودو و دشواری رسیدن به کمربند به افراد دارندهٔ دان ۴ نیز شیهان گفته می‌شود.